# Багатошпиндельний верстат
Багатошпи́ндельний верста́т — металорізальний верстат з кількома або багатьма шпинделями для кріплення заготовки або інструментів, що обробляють заготовку одночасно або послідовно.
Багатошпиндельними верстатами називаються токарні автомати і напівавтомати (до 8 шпинделів), поздовжньофрезерні (до 4 шпинделів), зубофрезерні (2—3 шпинделі), плоскошліфувальний верстатплоскошліфувальні (2—3 шпинделі) і здебільшого — свердлильні верстати (з рядовим або ковпаковим розміщенням шпинделів). В сучасних агрегатних верстатах свердлильно-розточувальної групи нерідко буває більше 100 шпинделів.
Багатошпиндельні верстати широко застосовуються в серійному і масовому виробництві.